# Straalomkering

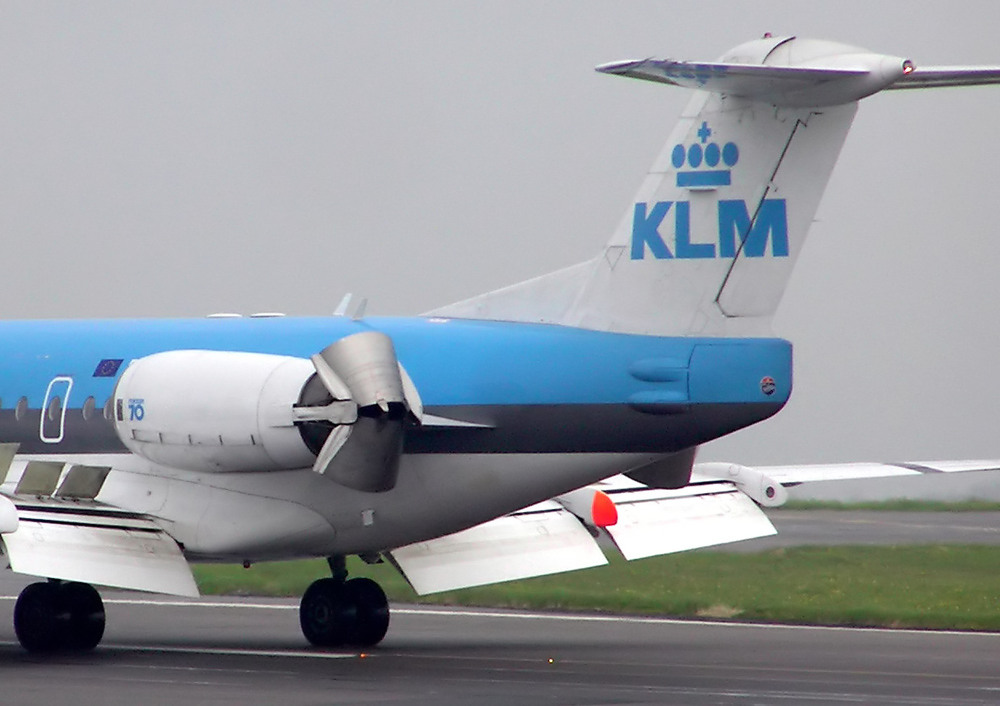
Fokker 70 van de KLM met straalomkering in werking. De twee oppervlakken achter de motor zijn zichtbaar in uitgeklapte stand waardoor de uitlaatstroom omgekeerd wordt.

Straalomkering, in het Engels reverse thrust of thrust reversal genoemd, is het omkeren van de uitlaat van een straalmotor zodat de stuwkracht naar voren wordt gericht in plaats van naar achteren. Deze actie zorgt ervoor dat de stuwkracht tegen de richting van het vliegtuig in gaat waardoor het afremt.
Straalomkeerders worden bij veel straalvliegtuigen gebruikt om de snelheid van het toestel te verminderen. De straalomkeerders worden door de piloot geactiveerd korte tijd nadat het toestel bij de landing de grond raakt en ook bij het maken van een noodstop tijdens de start. Ze zorgen ervoor dat de wielremmen minder belast worden en dat de remweg korter is.
Bij propellervliegtuigen wordt hetzelfde effect bereikt door de bladen te draaien.

## Werking
Na het landen van het vliegtuig op de landingsbaan (touch-down) worden de straalomkeerders geselecteerd, samen met de liftdumpers of spoilers (boven op de vleugels) en de gewone remmen in het landingsgestel. De straalomkeerders worden bediend door aparte hendels aan de gashendels of door de gashendels in een andere positie te zetten. Het inschakelen van de straalomkeerders resulteert in meer motorlawaai, wat vooral hoorbaar is voor de passagiers die vlak bij de motoren zitten.
Straalomkering kan ervoor zorgen dat de afstand die voor het landen nodig is met een derde of meer wordt bekort of dat bij een gelijke remafstand de wielremmen minder heet worden en daardoor aan minder slijtage onderhevig zijn.
Onder een bepaalde snelheid en bij geen verder noodzakelijk gebruik van de straalomkeerders, worden deze weer uitgeschakeld. Dit is nodig om te voorkomen dat rommel die van de landingsbaan omhoog wordt geblazen in de motoren komt en schade veroorzaakt.
Straalomkering kan in uitzonderlijke gevallen gebruikt worden tot een volledige stop en zelfs om het vliegtuig achteruit te duwen. Gewoonlijk worden voor het achteruit duwen echter een pushbacktruck en towbar (trekstang) gebruikt.

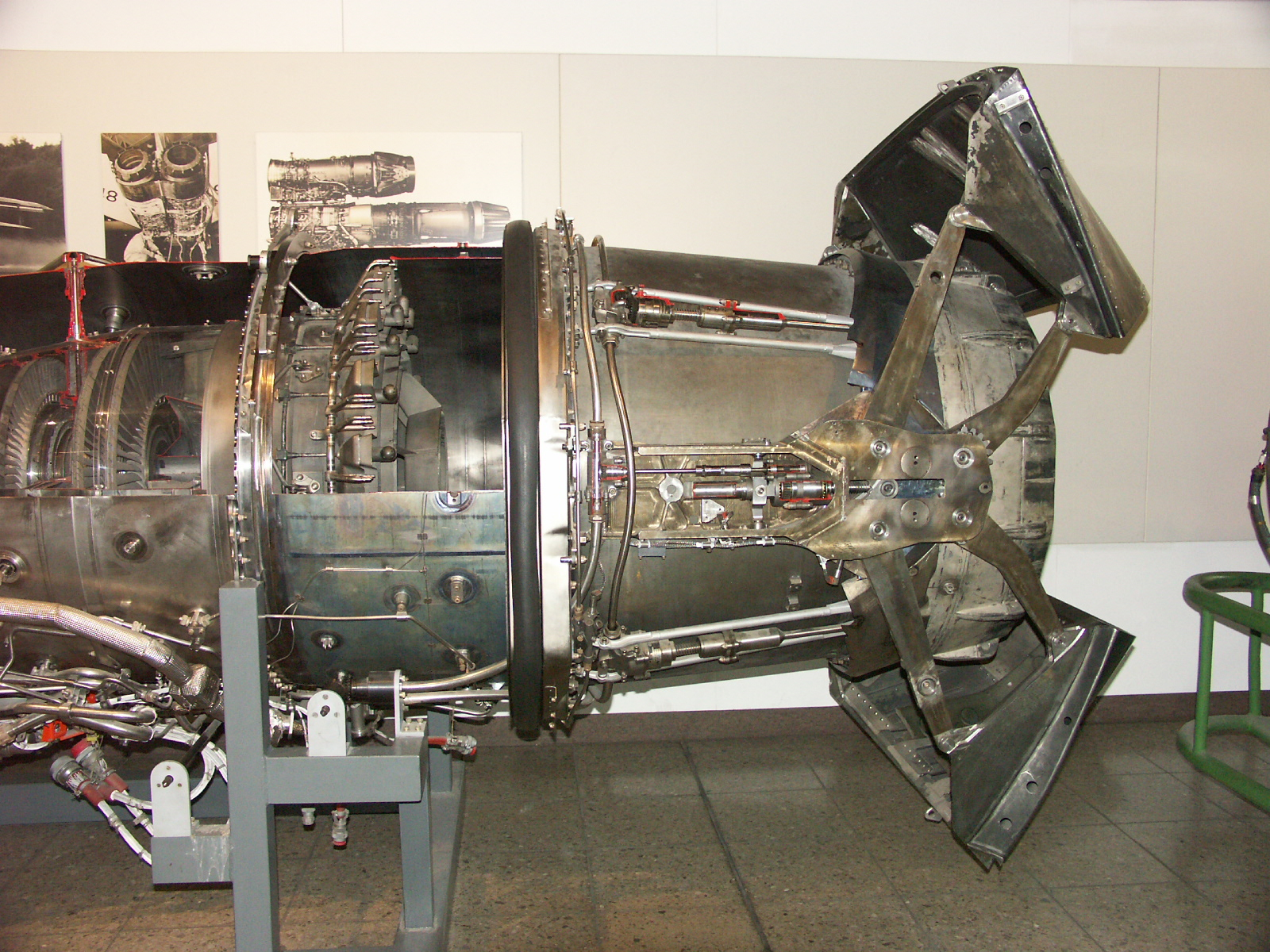
Straalomkeerder op een Turbo-Union RB199-straalmotor

Als straalomkering met volle kracht niet nodig is, wordt ze ook wel gebruikt met minder gas, zelfs stationair om de belasting van de motor te verlagen. Bij stationair draaiende motoren wordt straalomkering vaak gebruikt om alle stuwkracht weg te nemen, bijvoorbeeld op bevroren ondergrond tegen wegglijden of in situaties waarbij de normale uitlaatstraal schade kan aanrichten.

### Werking tijdens de vlucht
Sommige vliegtuigen kunnen ook tijdens de vlucht gebruikmaken van straalomkering. Meestal gaat het hier dan om propellervliegtuigen. Er zijn een paar voordelen: men kan snel afremmen in de lucht en men kan snel hoogte verliezen zonder dat daarbij de snelheid toeneemt. Dit laatste kan nuttig zijn tijdens gevechtshandelingen en als voor het uitvoeren van de landing een steile daling nodig is.
De ATR 72 turboprop kan deze manoeuvre uitvoeren: er moet dan wel een veiligheidsschakelaar worden omgezet.
De Hawker Siddeley Trident, een verkeersvliegtuig met 120 tot 180 stoelen kon tot 10 000 ft/min (3048 m/min) dalen met straalomkering, maar dit werd zelden gebruikt. De C-17A van de Amerikaanse luchtmacht is een van de weinige toestellen die tegenwoordig straalomkering tijdens de vlucht gebruiken. Dit toestel is in staat straalomkering te gebruiken op alle vier de motoren en kan aldus steile, tactische dalingen uitvoeren tot 15 000 ft/min (4600 m/min) in gevechtszones.
De Saab 37 Viggen (buiten gebruik gesteld in november 2005) was in staat -met behulp van ingeschakelde straalomkering vlak vóór de landing- te landen op speciaal gebouwde wegen die in oorlogstijd als noodlandingsbanen konden worden gebruikt.
Het Shuttle Training Aircraft, een sterk aangepaste Grumman Gulfsteam II, gebruikte straalomkering tijdens de vlucht om de aerodynamica van de Spaceshuttle te simuleren om astronauten de landing hiervan aan te leren.

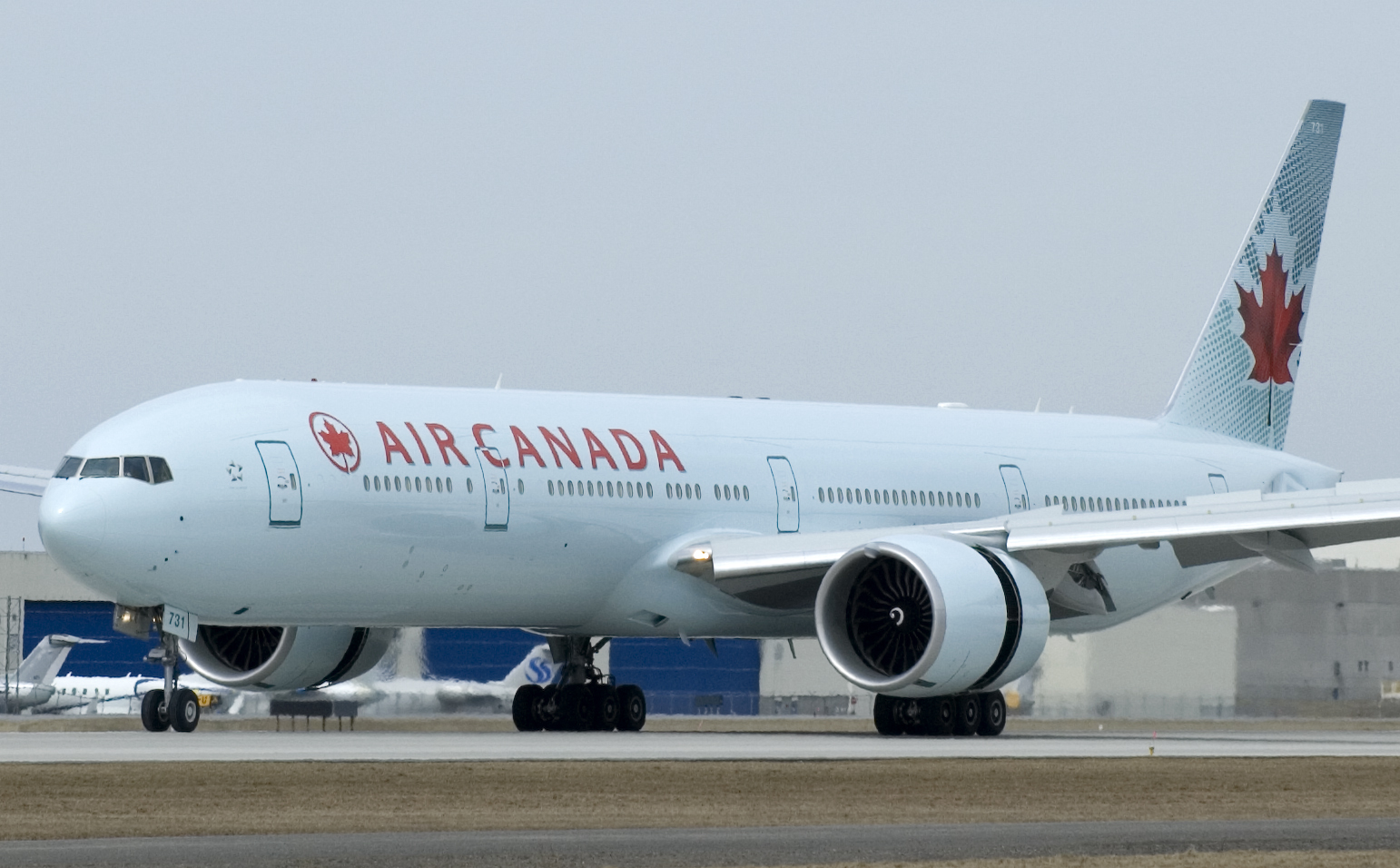
Een Boeing 777 van Air Canada met uitgeklapte straalomkeerders

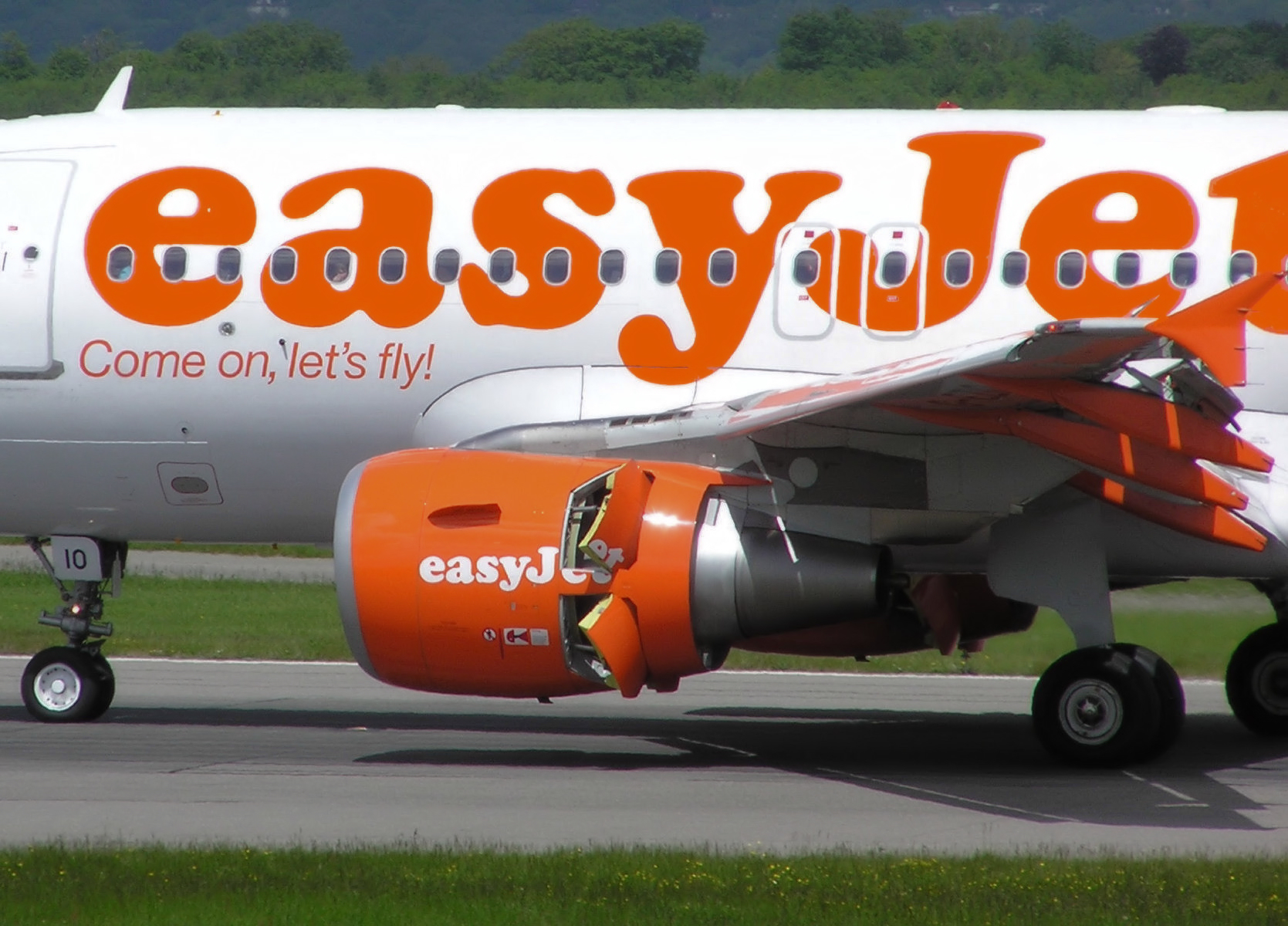
Airbus A319 van easyJet met uitgeklapte straalomkeerders in de bypass

## Vliegtuigen met turbojets
Bij vliegtuigen die zijn uitgerust met turbojetmotoren wordt straalomkering bereikt door een groot deel (ongeveer 75%) van de uitlaatstraal van de motor, de jet-blast, om te keren naar voren in plaats van naar achteren. Doordat de motor zelf niet andersom kan draaien moeten de straalomkeerders de stroom blokkeren en omkeren. Er zijn twee methoden: bij sommige straalomkeerders worden de bladen ervan uitgespreid als de bladen van een bloem; bij andere, het mosselschelptype (bijvoorbeeld de Fokker 70, zie de foto rechtsboven), worden twee op emmers lijkende uitlaatdelen van opzij in de uitlaatstraal gescharnierd, waarbij de straal wordt opgevangen en in tegengestelde richting wordt teruggekaatst. Dit laatste type is bij gebruik goed zichtbaar aan het toestel.
Naast de eerder genoemde typen is er een soort die hoort bij turbofanmotoren met een hoge bypassverhouding: deuren in de bypassduct, de ringvormige ruimte om de verbrandingskamer, worden geopend om de lucht, die door de turbofan is versneld maar niet door de verbrandingskamer gaat (bypass-air), om te keren naar voren.
De Boeing C-17 heeft een dergelijk systeem, maar heeft daarbij de mogelijkheid om ook de uitlaatstroom om te keren. Hierdoor ontstaat een extreem sterk straalomkeringseffect, uitzonderlijk voor een dergelijk groot straalvliegtuig.

## Propellervliegtuigen
Propellervliegtuigen genereren, zoals al eerder aangegeven, reverse thrust door het verstellen van de propellerbladen naar de negatieve, omgekeerde stand. Deze propellers noemt men controllable pitch propellers. Hiermee wordt de lucht naar voren gestuwd in plaats van naar achteren.
Vliegtuigen met deze propellers bestaan al sinds de jaren dertig. Ze hadden het voordeel dat de motoren beter konden werken onder verschillende omstandigheden (wind, kou, lage luchtdruk, hoogte).
Zowel toestellen met zuigermotoren als met turboprops hebben de mogelijkheid om de propellerbladen vlak te zetten zodat er noch voorwaartse, noch achterwaartse voortstuwing is, alleen veel luchtweerstand, drag. Dit is nuttig bij dergelijke motoren om bij een snelle daling de motoren op snelheid te houden om te zorgen dat er geen schade ontstaat door te snelle afkoeling, gewoonlijk aangeduid met de term schokkoeling.
Kleine vliegtuigen hebben gewoonlijk geen straalomkering; vliegtuigen boven de 5670 kg hebben het vrijwel altijd.

### Vliegtuigen met meerdere motoren
De Boeing 247 en de Douglas DC-2 waren onder de eerste meermotorige vliegtuigen die de beschikking hadden over straalomkering. Doordat deze toestellen ingewikkelder zuigermotoren hadden en ook zwaarder waren hadden ze dit nodig om te kunnen landen op vliegvelden die waren gebouwd voor de kleinere vliegtuigen van daarvoor.
Na de Tweede Wereldoorlog werd het nodig ook de mogelijkheid voor vlak staande propellers in te bouwen vanwege de grotere vlieghoogten en het grotere vermogen van toestellen als de Lockheed Constellation. Hier werd de vlakke propeller en soms straalomkering gebruikt voor het op temperatuur houden van de motoren en het afremmen tijdens de daling alvorens te landen.
De komst van turboprops als de Vickers Viscount en de Lockheed Electra bracht nog meer vermogen, grotere hoogte, snelheid en sterkere straalomkering.
Een aparte categorie vliegtuigen zijn de watervliegtuigen en vliegboten. Doordat ze geen conventionele remmen hebben zijn ze aangewezen op slalommen en straalomkering om tot stilstand te komen. De straalomkering wordt ook gebruikt om kort te draaien en om achteruit te gaan van de kade of het strand bij vertrek.

### Eenmotorige vliegtuigen
Bij eenmotorige vliegtuigen wordt straalomkering vrijwel niet toegepast, meestal omdat het extra gewicht en de ingewikkeldheid ervan niet opwegen tegen de voordelen. De Cessna Caravan, een vrij groot eenmotorig toestel, is een uitzondering net als, zoals eerder beschreven, watervliegtuigen en vliegboten. De werking van de straalomkering bij kleinere toestellen is nagenoeg hetzelfde als bij de grotere.

## Ongelukken mede te wijten aan defecte straalomkering
De beschreven ongelukken zijn deels te wijten aan slecht functionerende of verkeerd gebruikte straalomkeerders:
- Op 9 februari 1982 stortte vlucht 350 van Japan Airlines 300 meter voor de landingsbaan op Luchthaven Haneda in Tokio neer. De oorzaak was een zelfmoordpoging van de piloot, die opzettelijk de straalomkering van twee van de vier motoren van de DC-8 inschakelde. Er werden 24 passagiers gedood.
- Op 29 augustus 1990 stortte een Lockheed C-5A Galaxy neer kort na het opstijgen van de vliegbasis Ramstein in Duitsland. De oorzaak hier was het onopzettelijk inschakelen van een van de straalomkeerders. De piloot verloor de controle over het toestel waarna het verongelukte. Slechts vier van de 17 inzittenden overleefden de ramp.
- Op 26 mei 1991 stortte Lauda Air-vlucht 004 neer. Bij de Boeing 767-300 werd onbedoeld de straalomkeerder nummer 1 ingeschakeld. Het toestel overtrok en stortte neer.[1]
- Op 31 oktober 1996 stortte vlucht 402 van TAM Linhas Aéreas neer kort na het opstijgen van vliegveld Congonhas in São Paulo in Brazilië. De Fokker 100 had een defecte straalomkeerder in de rechtermotor die spontaan was ingeschakeld. Het vliegtuig stortte op een flatgebouw. Alle 90 passagiers en 6 bemanningsleden kwamen hierbij om het leven, evenals drie personen op de grond.[2]
- Op 17 juli 2007 verongelukte een Airbus A320 van TAM Airlines op het Congonhas International Airport in São Paolo in Brazilië. Het toestel slaagde er niet in op tijd af te remmen bij de landing. Alle 187 inzittenden kwamen om evenals 12 personen op de grond. Een van de twee straalomkeerders was voor het begin van de vlucht gedeactiveerd vanwege een technische storing.[3]